# Caroline Glick
Caroline Glick (hebrejsky קרוליין גליק, narozena 1969) je izraelská politoložka a konzervativní novinářka, zástupkyně šéfredaktora deníku The Jerusalem Post a vydavatelka satirického internetového portálu Latma.

## Biografie
Je vdaná. Žije v Mevaseret Cijon. Narodila se v USA a vyrůstala v Chicagu. Absolvovala bakalářské studium politologie na Columbia University. Dva týdny po promoci v roce 1991 imigrovala do Izraele. Sloužila pak v izraelské armádě, kde po pět a půl roku působila jako důstojnice. V polovině 90. let se v armádním úřadu pro koordinaci aktivit v Judeji, Samařsku a Gaze podílela na kontaktech s Palestinci. V letech 1997–1998 byla jednou ze zahraničněpolitických poradkyň premiéra Netanjahua. V období let 1998–2000 prodělala magisterské studium v oboru veřejná politika na Harvardově univerzitě.
Dětství prožila v liberálně levicovém Chicagu a studovala na amerických liberálních univerzitách, politicky je ale orientována konzervativně. Po návratu do Izraele začala publikovat v listu Makor rišon, kde byla hlavní komentátorkou z oblasti diplomacie. V březnu 2002 nastoupila na post zástupkyně šéfredaktorky The Jerusalem Post, kde pravidelně publikovala své komentáře. Během Operace Irácká svoboda byla zpravodajkou u 3. pěchotní divize americké armády a přispívala do izraelských i amerických médií. V letech 2004–2012 působila v Center for Security Policy ve Washingtonu, od roku 2012 pak v konzervativním David Horowitz Freedom Center v Los Angeles. V roce 2009 založila satirický webový portál Latma, který chce demaskovat údajné manipulace radikální levice v západních a izraelských médiích. V roce 2008 napsala knihu Shackled Warrior: Israel and the Global Jihad. V roce 2014 pak vyšla kniha The Israeli Solution: A One State Plan for Peace in the Middle East, která získala značnou pozornost, protože v ní odmítá dvoustátní řešení izraelsko-palestinského konfliktu, tedy vznik palestinského státu, a s poukazem na bezpečnostní, geopolitické i demografické motivy prosazuje integraci Západního břehu Jordánu do Izraele.